# Sven Sjöholm

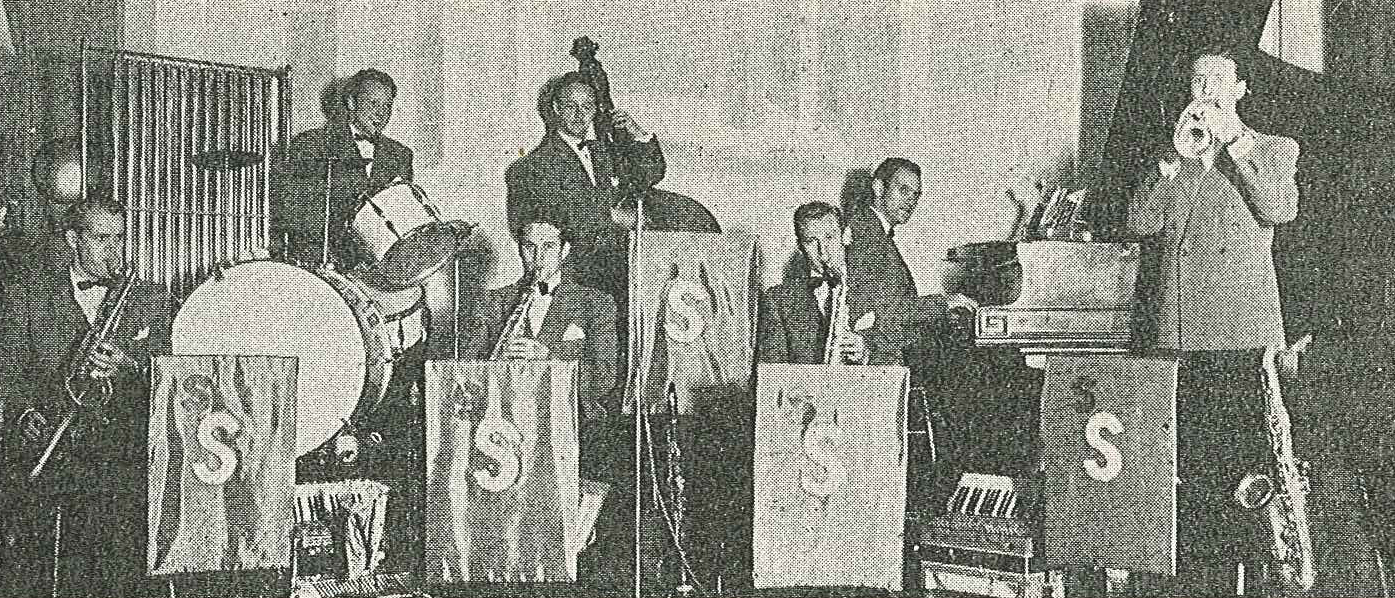
Sven Sjöholm med sin orkester på danssalongen Wauxhall i Göteborg omkring 1942.

Sven Axel Sjöholm, född den 9 september 1914 i Leksand i Dalarna, död den 20 februari 2001 i Göteborg, var en svensk kompositör, kapellmästare och trumpetare. Signaturmelodi: Russian lullaby av Irving Berlin.

## Biografi
I sin hembygd i Dalarna spelade Sjöholm både trummor och saxofon i faderns dansorkester, innan han till sist fann att trumpet var hans instrument. Malte Johnson som hösten 1936 sökte en trumpetare till den orkester han skulle starta på danslokalen Wauxhall i Göteborg fick av Charles Redland och Thore Jederby tipset att åka till Ludvika för att lyssna på Sven Sjöholm i Rialto-orkestern. Johnson for dit och Sjöholm var så bra att han fick engagemang i Göteborg, dit han flyttade.
År 1942 blev Sjöholm sin egen kapellmästare på Wauxhall. Hans förebild var Roy Eldridge och de blev personliga vänner och jammade tillsammans på Wauxhall då Eldridge var på besök. Sjöholms orkestrar spelade schlager och dansmusik, men tonvikten skulle ligga på jazz. Han flyttade till Kungsgillet 1951, där han hade flera orkestrar. Sjöholm spelade även sju sommarsäsonger på 1950-talet på Björknäspaviljongen och Bal Palais i Stockholm.
År 1960 slutade Sjöholm på Kungsgillet, som övertogs av Malte Johnson. I stället gick han till sjöss och spelade på Svenska Amerikalinjens kryssningar. Han hade redan tidigare spelat på amerikabåtar och på kryssningsfartyg. Han fortsatte att spela jazz- och dansmusik för olika rederier.

## Övrigt
I Bergmanfilmen Hamnstad finns en sekvens med en bopinfluerad Sven Sjöholm-orkester, inspelad på Wauxhall.